# Hans Nagel
Hans Nagel (Frankfurt am Main, 28 maart 1926 – Bonn, 9 november 1978) was een Duitse beeldhouwer.

## Leven en werk
Nagel werd geboren in Frankfurt am Main, maar groeide op in Heidelberg waarheen de familie in 1928 was verhuisd. Vanaf 1941 kreeg hij teken- en schilderles van de schilder Will Sohl. In 1943 werd hij als dienstplichtige ingezet bij een luchtafweercommando in Mannheim. Hij werd hierbij levensgevaarlijk verwond. Na de Tweede Wereldoorlog bezocht hij kort de kunstacademie in München, maar hij besloot zich als autodidact verder te ontwikkelen. Zijn eerste sculpturen waren van hout, gips en zandsteen. In 1949 huwde hij de concertpianiste Eva Mitzlaff. Zijn eerste solotentoonstelling werd georganiseerd door Galerie Grisebach in Heidelberg. In 1953 verhuisde het echtpaar naar Mannheim, waar hij in 1958 zijn eerste opdracht kreeg. In hetzelfde jaar werd hij aangesteld als docent aan de Werkkunstschule Mannheim, waar hij vanaf 1960 de leiding had over de basisopleiding. Nagel was onder andere lid van de Künstlerbund Baden-Württemberg en de Deutscher Künstlerbund. In 1973 kreeg hij een beurs voor een verblijf van een jaar in de Cité Internationale des Arts in Parijs, een verblijf dat hij afbrak na zijn benoeming als hoogleraar beeldhouwkunst aan de Hochschule der Künste Berlin. Een van zijn leerlingen was Volker Bartsch.
In 1978 overleed Nagel onverwacht aan de gevolgen van een hartaanval.

## Werken (selectie)
- 1962 Betonrelief, L 1 in Mannheim
- 1963 Großes Relief (staalreliëf), beeldenpark van de Kunsthalle Mannheim in Mannheim
- 1964 Waagerecht angreifend, Luisenpark in Mannheim
- 1966 Auf einer Platte, Heinrich Vetter Sammlung, Ilvesheim
- 1966 Ohne Titel - metaalreliëf (1966), Zahnklinik in Tübingen
- 1968 ER20 a (ijzer), Institut für Chemie III, Albert-Ludwigs-Universität Freiburg
- 1969 E21, Rheinuferpark in Mainz
- 1969 Ohne Titel (staal), Planken (tussen P4 en P5) in Mannheim
- 1971 Röhrenplastik K4 (kunststof), Heinz-Beck-Platz in Ludwigshafen am Rhein
- 1972 Röhenplastik (ijzer), Katholische Kirche Zwölf Apostel in Mannheim-Vogelstang
- 1972 Röhrenplastik (ijzer), Käthe-Kollwitz-Schule in Bruchsal
- 1972 Brunnenplastik (pvc), Bundesfinanzverwaltung in Sigmaringen
- 1972 KR 6 (pvc), Mannheimer Kunstverein (onderdeel van de Skulpturenmeile Mannheim) in Mannheim
- 1983 Skulptur KR5 - Dreiteiliges Ensemble (pvc-buizen), Konzertsaal der Universität der Künste in de Fasanenstraße in Berlijn
- Rochusdenkmal, Rathaus in Ludwigshafen am Rhein

## Fotogalerij

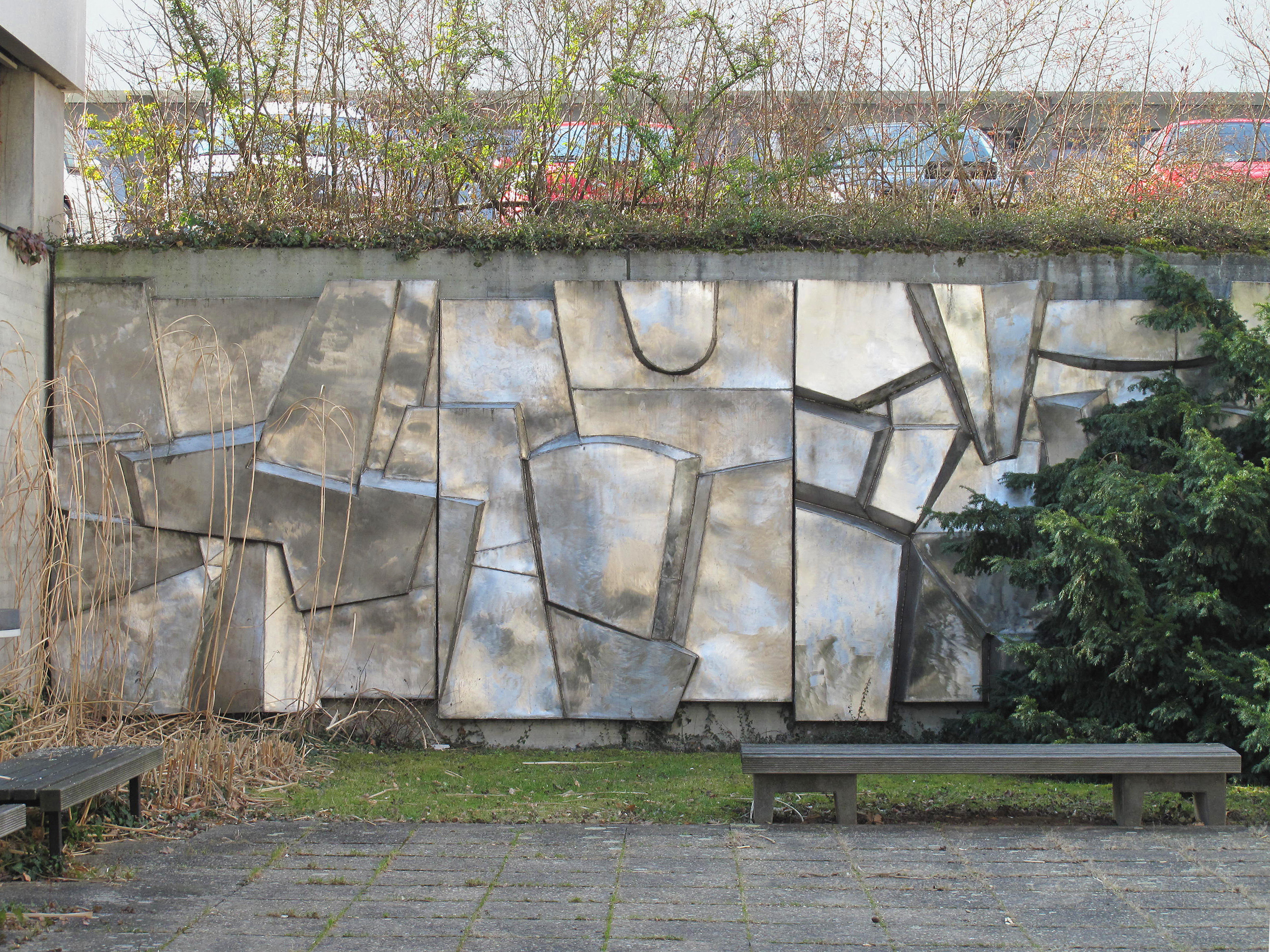
Ohne Titel (1966, Tübingen
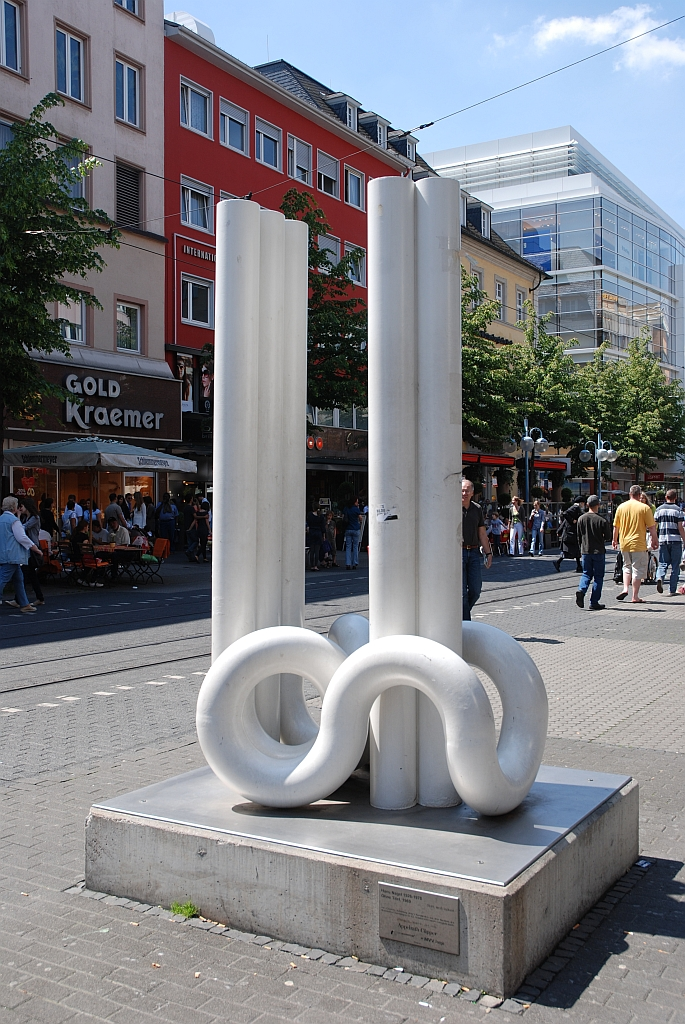
Ohne Titel (1969), Mannheim
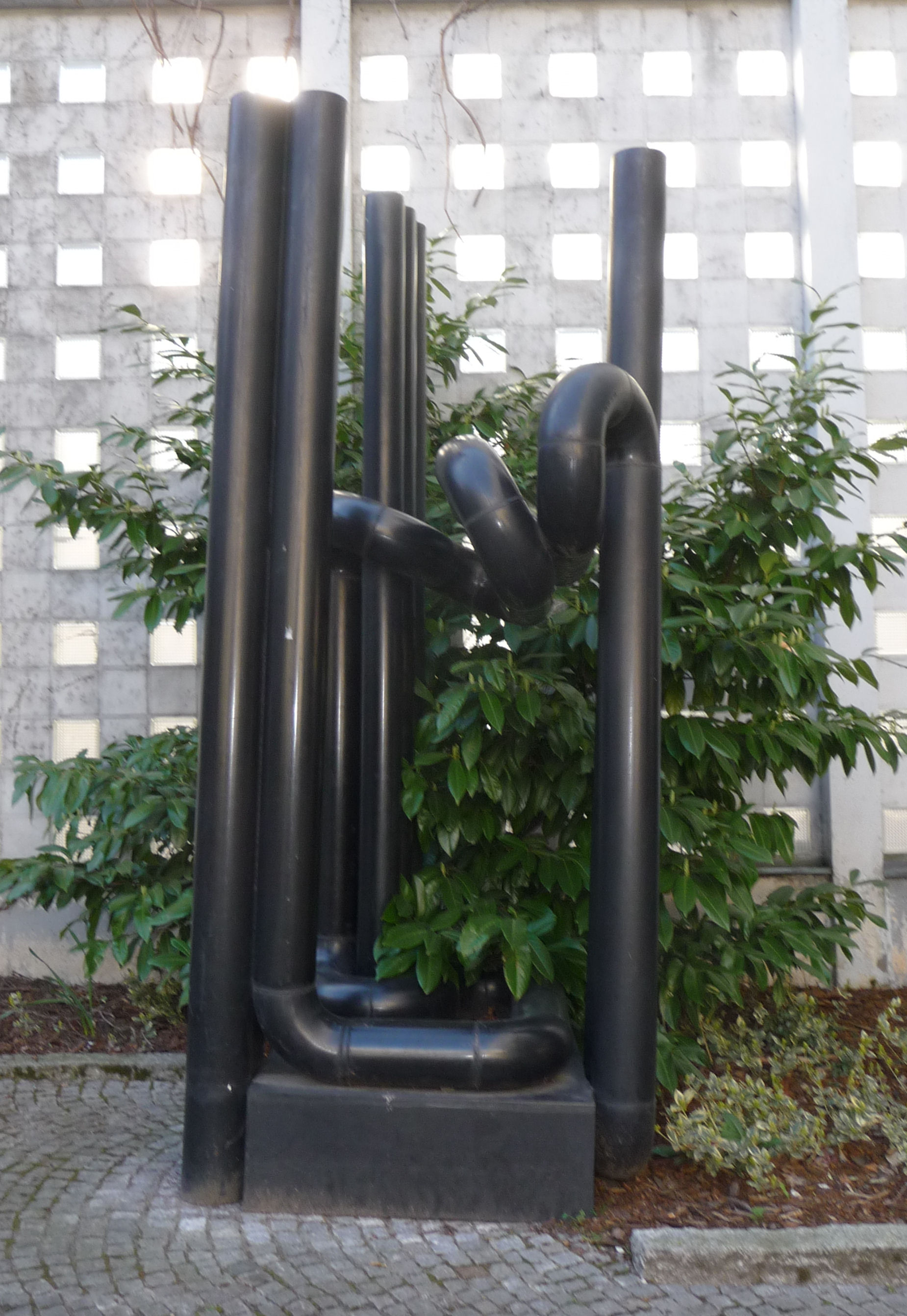
Röhrenplastik K4 (1971), Ludwigshafen
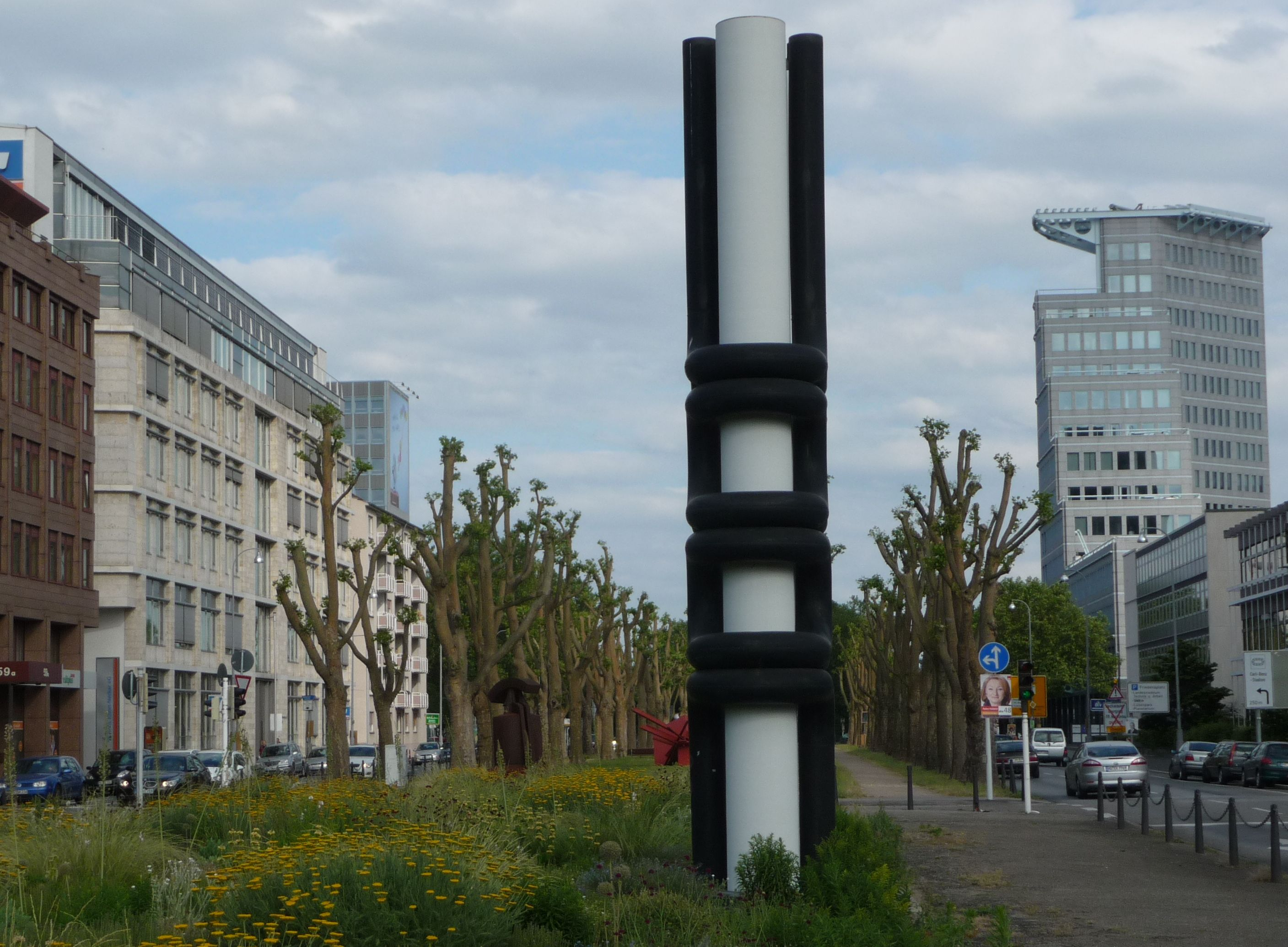
KR 6 (1972), Mannheim
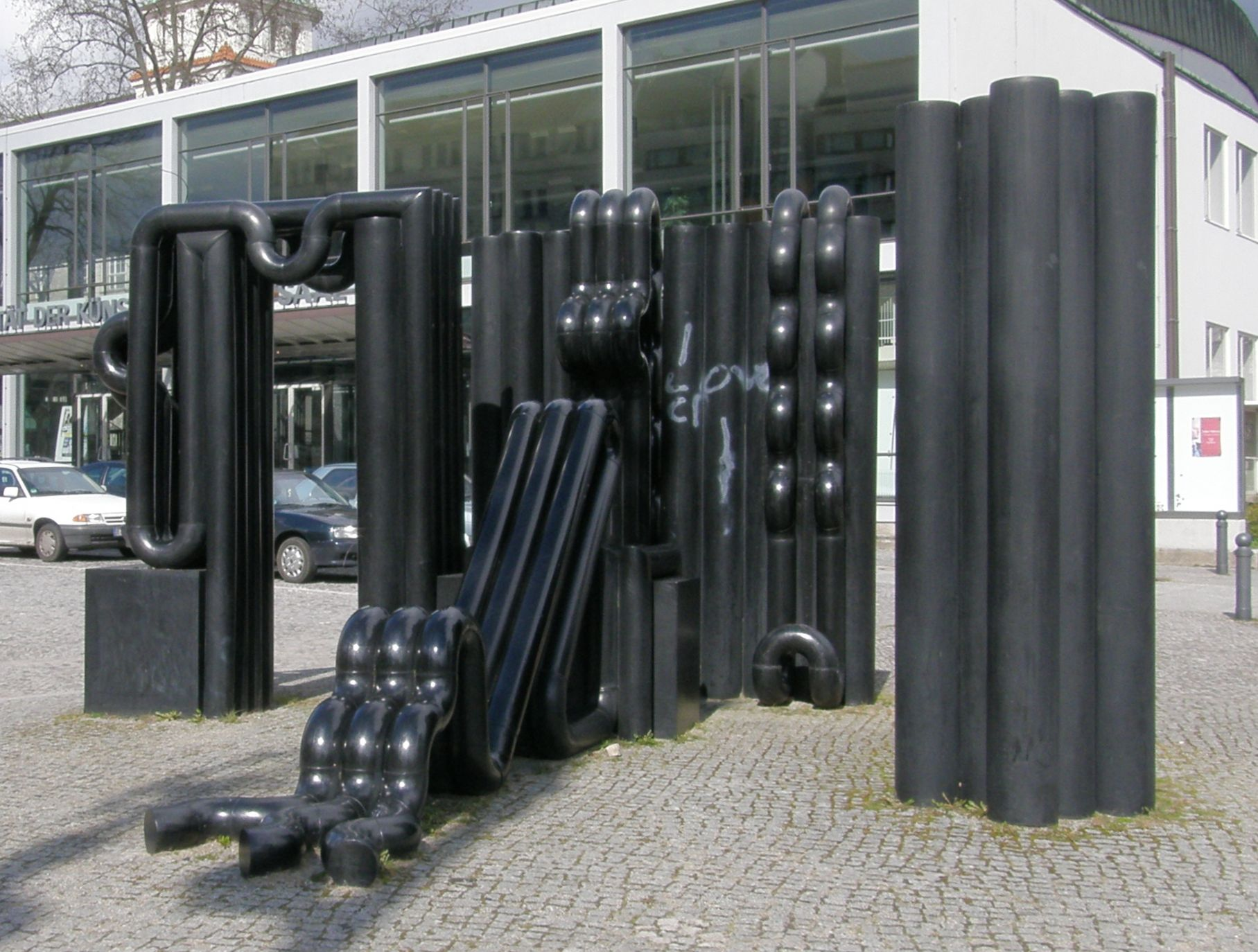
Skulptur (1983), Berlijn